# Petrus Knoop (1742–1809)
Petrus Knoop, född 7 april 1742 i Älvestads socken, död 7 januari 1809 i Fornåsa socken, var en svensk präst. Han var brorsons son till Petrus Knoop (1655–1733).

## Biografi
Petrus Knoop föddes 1742 i Älvestads socken. Han var son till komministern där Ericus Knoop. Knoop blev 1760 student vid Uppsala universitet och prästvigdes 6 januari 1766. Han blev 3 juni 1771 huspredikant på Stjärnorps slott och 13 oktober 1773 komminister i Lönsås församling. Han avlade pastoralexamen 14 september 1780 och blev 20 maj 1789 kyrkoherde i Fornåsa församling med tillträde 1791. Knoop avled 1809 i Fornåsa socken.

### Familj
Knoop gifte sig 11 juni 1772 med Margareta Christina Rydstrand (1747–1829), som var dotter till kyrkoherden Petrus Rydstrand i Styrestads socken. De fick tillsammans barnen Inga Vilhelmina (1773), Carl Peter (1774–1774), Hedvig Margareta (1775–1775), Greta-Stina (1776–1776), Peter Eric (född 1777), Johan Olof (1779–1792), Carl (1780–1805), Daniel Magnus (1782–1824), Ulrica Lovisa Ericsson (1784–1857), Eva Johanna Ericsson (1786–1865), Fredrica Christina (1787–1850), en dotter (1789–1789) och Anna–Greta (1792–1793).